# Kurt Abendroth
Kurt Abendroth (* 25. November 1921 in Kirchberg bei Stollberg) ist ein ehemaliger deutscher Politiker der DDR-Blockpartei Demokratische Bauernpartei Deutschlands (DBD).

## Leben
Kurt Abendroth ist der Sohn einer Bauernfamilie. Nach dem Besuch der Volks- und der Berufsschule in Lugau nahm er 1936 eine Lehre in der Landwirtschaft auf. Nach Ausbruch des Zweiten Weltkrieges wurde er zur Wehrmacht einberufen. Er geriet in Gefangenschaft. Nach Kriegsende wurde er Vorsitzender der LPG „Philipp Müller“ in Oberlungwitz im Kreis Hohenstein-Ernstthal. 
Von 1958 bis 1960 gehörte er als Mitglied der DBD-Fraktion der Volkskammer der DDR an. 